# Henry Phillip Folland
Henry Phillip Folland, OBE, FRSA (* 22. Januar 1889 in Cambridge; † 4. September 1954) war ein britischer Luftfahrtingenieur und Industrieller.

## Leben
Henry Phillip Folland wurde als Sohn des Steinmetzes Frederick Folland und dessen Frau Mary geboren.
1905 begann Folland eine Ausbildung bei der Lanchester Motor Company in Birmingham, danach wurde er Mitarbeiter im Entwicklungsbüro der Swift Motor Company, und in 1908 wurde er technischer Zeichner bei Daimler. Dort entdeckte Folland auch sein Interesse an motorgetriebenen Flugmaschinen.
Er arbeitete ab 1912 bis hinein in den Ersten Weltkrieg bei der Royal Aircraft Factory und war für die Entwicklung der Royal Aircraft Factory S.E.5 verantwortlich.
Folland verließ die Royal Aircraft Factory im Jahre 1917, wurde danach Chefkonstrukteur bei Nieuport & General Aircraft und entwickelte dort die Nieuport Nighthawk, ein Flugzeug, das als Standard-Jagdflugzeug für die RAF vorgesehen war, aber auf Grund von Problemen mit der Motorisierung nicht in Dienst gestellt werden konnte.
1920 ging Nieuport & General Aircraft in der Gloster Aircraft Company auf. Folland wurde in diesem Unternehmen ab 1921 Chefkonstrukteur und bekannt für etliche erfolgreiche Flugzeuge, wie der Grebe, der Gamecock, der Gauntlet oder der Gladiator.
1937 beendete Folland seine Tätigkeit bei Gloster und machte sich selbständig, indem er die British Marine Aircraft Ltd. erwarb und den Namen in Folland Aircraft Limited änderte.
Dieses Unternehmen war überwiegend als Zulieferer für verschiedene andere Flugzeughersteller tätig, hauptsächlich während des Zweiten Weltkriegs. Außerdem legte das Unternehmen während Henry Follands aktiver Zeit dem britischen Luftfahrtministerium etwa 45 Projekte ziviler und militärischer Flugzeuge vor, von denen jedoch nur eines, die Fo.108, ein dreisitziges, einmotoriges Versuchsflugzeug zur Triebwerkserprobung, akzeptiert wurde und 12 Exemplare gebaut wurden.
1951 gab Henry Folland aus gesundheitlichen Gründen seinen Geschäftsführerposten bei Folland Aircraft Limited auf, war aber bis zu seinem Tod im Jahre 1954 Vorstandsmitglied des Unternehmens. Sir Geoffrey de Havilland schrieb in seiner 1961 erschienenen Autobiographie „Sky Fever“, dass Folland sich nach seinem Rückzug aus der Geschäftsführung zu einem Einsiedler entwickelt hätte.
| Personendaten    | Personendaten                                   |
| ---------------- | ----------------------------------------------- |
| NAME             | Folland, Henry Phillip                          |
| KURZBESCHREIBUNG | britischer Luftfahrtingenieur und Industrieller |
| GEBURTSDATUM     | 22. Januar 1889                                 |
| GEBURTSORT       | Cambridge                                       |
| STERBEDATUM      | 4. September 1954                               |